# Gemeinde Naklo

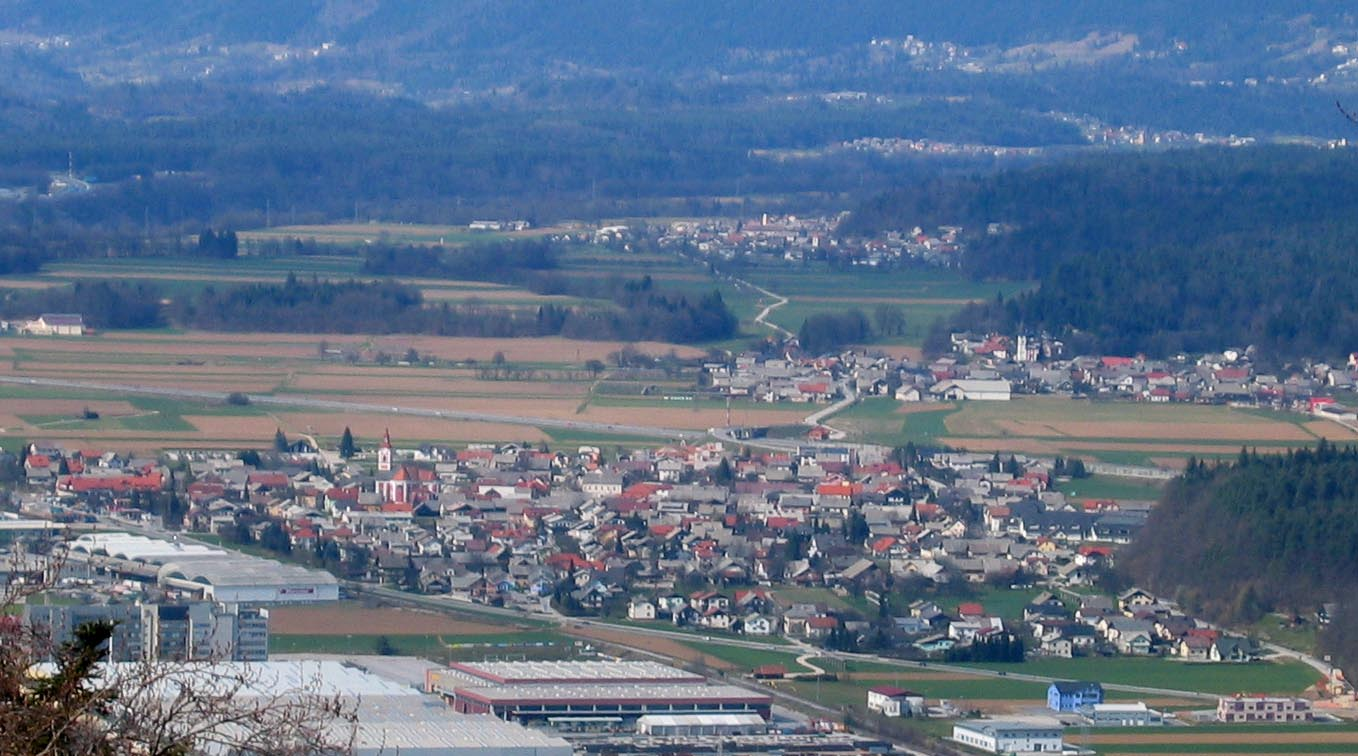
Naklo vor dem Udin-Wald

Die Gemeinde Naklo (deutsch (historisch) Naklas) ist eine slowenische Gemeinde in der historischen Landschaft Oberkrain/Gorenjska, Region Gorenjska. Sie ist benannt nach dem Hauptort Naklo.

## Lage
Die Gemeinde liegt in der Ebene von Kranj und in der Mitte des Naklo-Tals zwischen den beiden ältesten Terrassen der Flüsse Save und Tržiška Bistrica. Sie umfasst den westlichen Teil des Udin-Forstes (slowenisch: Udin boršt). Die Autobahn von Ljubljana nach Jesenice führt am Rande des Udiner Waldes vorbei, und auf der Westseite des Waldes verläuft eine Straße nach Jesenice und Tržič. Beides führt zu Grenzübergängen zu Italien und Österreich.

## Ortschaften
Naklo besteht aus den 13 Ortschaften (in Klammern die vor 1918 gebräuchlichen, deutschsprachigen Bezeichnungen):
- Bistrica, (deutsch „Feistritz“)
- Cegelnica, (deutsch „Ziegelhütten“)
- Gobovce, (deutsch „Graueneck“)
- Malo Naklo, (deutsch „Klein Naklas“)
- Naklo, (deutsch „Naklas“)
- Okroglo, (deutsch „Okroglo bei Krainburg“)
- Podbrezje, (deutsch „Birkendorf in der Oberkrain“)
- Polica, (deutsch „Politz“)
- Spodnje Duplje, (deutsch „Nieder Duplach“)
- Strahinj, (deutsch „Strochein“)
- Zadraga, (deutsch „Sadraga“)
- Zgornje Duplje, (deutsch „Ober Duplach“)
- Žeje (deutsch „Scheje bei Naklas“)

## Nachbargemeinden
|                     | Gemeinde Tržič                              |                     |
| Gemeinde Radovljica | Kompassrose, die auf Nachbargemeinden zeigt | Stadtgemeinde Kranj |
|                     | Stadtgemeinde Kranj                         | Stadtgemeinde Kranj |

## Verkehr
Naklo liegt nahe der Kreuzung der Autobahn Ljubljana (Laibach)–Jesenice (Aßling) und der Straße Škofja Loka–Jezersko (Seebergsattel). In der Nähe liegt der Ljubljanaer Flughafen Brnik.

## Geschichte
Naklo wurde erstmals 1241 in schriftlichen Quellen als Nacel erwähnt (und 1252 als Nakel, 1317 als Nachil, 1320 als Nakal, 1323 als Nakel und 1328 als Nakel). Der Name Naklo kommt auch anderswo in Slowenien und in anderen slawischen Ländern vor – zum Beispiel in Nakło (Polen) und Náklo (Tschechische Republik). Der Name leitet sich von *nakъlo ab, einer verschmolzenen Form, die die Flexion des Präpositionalsatzes *na kъlě „auf einer (sandigen) Landzunge in einem Fluss“ verloren hat und sich somit auf den Standort der Siedlung bezieht. Die Stadt war früher auf Deutsch als Naklas bekannt.
Naklo wurde 1475 von osmanischen Truppen geplündert. Im Juni 1809 wurde die Stadt von französischen Truppen geplündert. Banditentum war ein langfristiges Problem in der Gegend, und örtliche Banditen suchten Zuflucht im nahegelegenen Udin-Wald. 
Bis zum Ende des Habsburgerreichs gehörte Naklo zum Kronland Krain, wobei der Ort Teil des Gerichtsbezirks Krainburg bzw. des Bezirks Krainburg gewesen war.
Während des Zweiten Weltkriegs umgaben deutsche Truppen Naklo mit einem Netz aus Bunkern und Drahtsperren und richteten in der Stadt ein Hauptquartier für ein SS-Regiment ein.